# Охавучи, Стэнли
Стэнли Нка Охавучи (англ. Stanley Nka Ohawuchi, 27 мая 1990, Байелса, Нигерия) — нигерийский футболист, нападающий эмиратского клуба «Аджман».

## Карьера
Стэнли начал свою карьеру в клубе «Байельса Юнайтед» в 2007 году и играл там на протяжении трёх лет. В 2010 году покинул клуб и стал игроком «Хартленда». Следующим клубом игрока стал испанский «Атлетико Балеарес», за который сыграл восемь матчей. Данный клуб стал первым заграничным клубом для игрока. В 2012 году стал играть в мальтийском «Слима Уондерерс».